# Festa nacional
La festa nacional commemora un esdeveniment històric, polític o cultural vinculat a la història d'una nació. A la majoria dels països, marca el naixement de la nació: independència com el quatre de juliol als Estats Units, emancipació enfront del sobirà com a França, adopció d'una constitució... En alguns altres, està vinculat a la personalitat del sobirà amb qui la nació s'identifica: aniversari com als Països Baixos o a Luxemburg, data de la prestació de jurament del primer sobirà com a Bèlgica, etc.
A certs territoris com el Quebec que només és una província del Canadà, la Saint-Jean-Baptista, festa del sant patró dels Francocanadencs, ha estat adoptada pel parlament com a festa nacional del Quebec, en tant que celebració de la nació quebequesa (data: 24 juny).
La majoria de països han adoptat aquesta tradició i destaquen aquesta festa amb celebracions diverses: desfilades militars, focs artificials, discursos dels dirigents polítics (cas del 14 de juliol a París), etc.
És generalment un dia festiu i pagat. Forma part dels símbols de la sobirania nacional.

## Estat espanyol
La Direcció General de Treball considera les festes nacionals com les festes de caràcter cívic. Altres normes estableixen més festes.
La festa nacional d'Espanya se celebra cada 12 d'octubre (dia de la Hispanitat) i commemora les efemèrides històriques del Descobriment d'Amèrica per part de Cristòfor Colom i els Reis Catòlics després de la signatura de les Capitulacions de Santa Fe.

## Països Catalans
A Andorra la diada nacional té lloc el 8 de setembre. Es commemora també la firma del primer pareatge a Lleida el 8 de setembre de 1278, que fixa els límits del poder de cada senyor. Aquest fet va representar la fundació del Principat d'Andorra i definí les obligacions dels andorrans en matèria de delmes i assumptes militars.
A Catalunya la Diada Nacional té lloc l'11 de setembre. No celebra res sinó que és una commemoració de la caiguda de Barcelona davant l'exèrcit de Felip V i la pèrdua de les llibertats nacionals catalanes que comportà mitjançant els Decrets de Nova Planta i la repressió política.
Al País Valencià la diada nacional se celebra el 9 d'octubre de cada any. Es commemora la conquesta de la Ciutat de València per part de les tropes comandades pel rei Jaume I l'any 1238.
A Mallorca se celebra la Festa de l'Estendard cada 31 de desembre. El seu motiu, igual que a País Valencià, és commemorar l'entrada de les tropes de Jaume I i la posterior conquesta de Madina Mayurqa (avui Palma), conquesta que posà punt final al domini musulmà de l'illa.
A la Catalunya Nord, tot i que no és ni festiu ni reconegut per l'administració, el moviment associatiu català commemora cada any el 7 de novembre, dia en què l'any 1659 es va signar el Tractat dels Pirineus entre els representants de Lluís XIV de França i Felip IV de Castella, segons el qual es va cedir a França el territori de Catalunya Nord (comtat del Rosselló i part del de la Cerdanya), consumant-se la separació política entre les dues parts de Catalunya.

## Amèrica Llatina
Fiestas Patrias, (en català, Festes Pàtries) és el nom que reben en diferents països de l'Amèrica Llatina els dies de commemoració de dates històriques patriòtiques com, per exemple, la data d'independència d'Espanya.

### Mèxic
A Mèxic les dates històriques patriòtiques, en ordre cronològic, són:
- Día de la Constitución "Diada de la Constitució", que commemora la constitució vigent, publicada el 5 de febrer, 1917, i emanada de la Revolució Mexicana.
- Natalicio de Benito Juárez, "Natalici de Benito Juárez", que commemora el naixement del president Juárez, el 21 de març, 1804. El president Juárez és considerat un president exemplar per les seves polítiques liberals que, entre altres coses, van definir la separació estricta de l'església i l'estat. Juárez va lluitar en contra dels invasors franceses i la monarquia que van establir a Mèxic, encapçalada per l'emperador Maximilià d'Habsburg.
- Día del Trabajo, "Dia del Treball", que commemora els moviments sindicals d'obrers l'1 de maig, específicament el moviment de Cananea, Sonora, i Río Blanco, Veracruz, el 1906.
- Cinco de Mayo, "Cinc de maig", que commemora la victòria de l'exèrcit mexicà encapçalat per Ignacio Zaragoza sobre les forces franceses en la batalla de Puebla, el 5 de maig, 1862. Aquesta dia, però, és feriat només a l'estat de Puebla.
- Día de la Independencia, o Dieciséis de septiembre, "Dia de la Independència", que commemora el Grito de Dolores, "Crit de Dolores", del mossèn Miguel Hidalgo, qui va cridar a la població a declarar la independència de Mèxic al poble de Dolores, prop de la ciutat de Guanajuato, la nit del 16 de setembre, 1810. És una festa oficial, des de 1825.
- Día de la Revolución Mexicana, "Diada de la Revolució", que commemora el començament de la Revolució Mexicana, el 20 de novembre, 1910, una revolució de caràcter social.

### Xile
Les Festes Pàtries xilenes corresponen als dies:
- 18 de setembre, en commemoració a la proclamació de la Primera Junta de Govern realitzada en 1810 i que marca l'inici del procés independència d'Espanya;
- 19 de setembre, coneguda com a "Dia de les Glòries de l'Exèrcit".

En molts col·legis i treballs es declaren vacances de "Festes Pàtries" amb una durada d'una setmana. Les Festes Pàtries són, en conjunt amb el Nadal, la principal festivitat de l'any per a la majoria dels xilens. Tant és així, que el mes de setembre, és el segon amb majors vendes per al comerç, després de desembre. Oficialment, les activitats se centren el dia 18 en la celebració del "Tedèum Ecumènic", cerimònia d'acció de gràcies organitzada per l'Església catòlica i presidida per l'arquebisbe de Santiago de Xile. Realitzada des de 1811, el 1971 per petició del president Salvador Allende es va tornar ecumènica, congregant als diversos credos existents en el país.
El dia 19 està marcat per la Desocupada Militar, presidida pel president de la República que es realitza cada any en l'el·lipse del Parc O'Higgins. Aquesta tradició es remunta a 1832 i les primeres revisions militars els 18 de setembre, sent canviades al dia 19 amb el decret que declarava el Dia de les Glòries de l'Exèrcit, realitzat pel president Ramón Barros Luco, el 1915.